# Miracle Records
Miracle Records est un label discographique indépendant américain, anciennement basé à Chicago, dans l'Illinois, actif entre 1946 et 1950. 

## Histoire
Miracle Records est fondé en août 1946 à Chicago, dans l'Illinois, par Lee Egalnick (1921-2000), homme d'affaires originaire de Chicago,. Le label produit des disques de blues, de rhythm and blues et de gospel. Le label aura deux successeurs jusqu'en 1957, Premium Records puis United Records. Il publie des disques de musiciens tels que Rudi Richardson, Memphis Slim, Sonny Thompson, Piney Brown, Dick Davis, Gladys Palmer, Eddie Chamblee, Al Hibbler et Robert Anderson.
En 1948, Messin' Around de Memphis Slim et Long Gone et Late Freight de Sonny Thompson se sont tous hissés à la première place du classement R&B du Billboard américain. (connu à l'époque sous le nom de Race Records). Egalnick quitte le label en 1950 pour fonder Premium Records, et son associé Lew Simpkins suit peu après, fermant le label. Le nom est brièvement utilisé en 1961 par Motown, puis par des labels indépendants en Australie et au Royaume-Uni dans les années 1970.

## Artistes
Les principaux artistes du label sont : Memphis Slim, Gladys Palmer, Eddie Chamblee, Piney Brown et Sonny Thompson.